# Речной сток

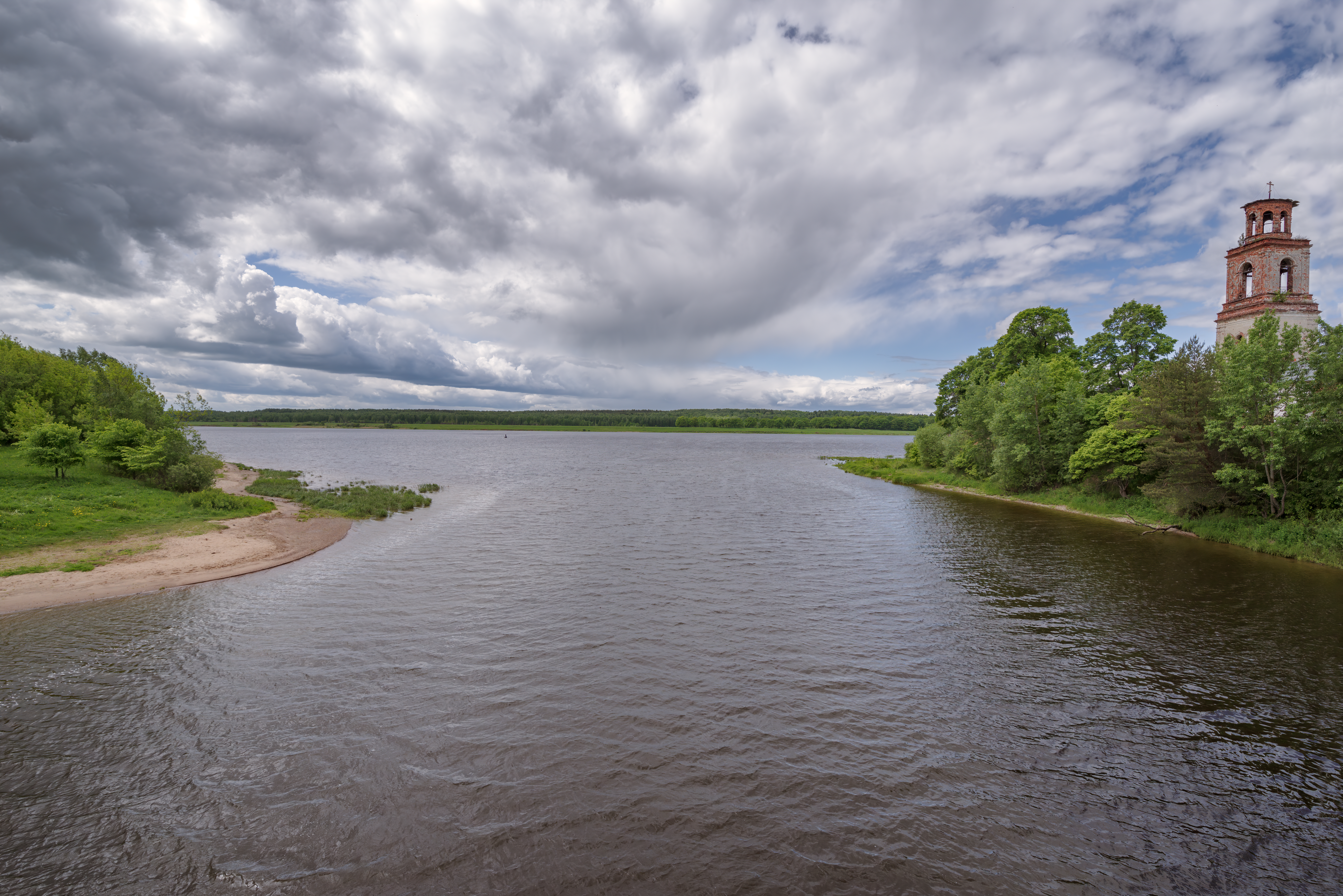
Речной сток

Речной сток — перемещение воды в виде потока по речному руслу. Происходит под действием гравитации. Является важнейшим элементом круговорота воды в природе, с помощью которого происходит перемещение воды с суши в океаны или области внутреннего стока. Количественное значение стока в единицу времени называется расходом воды.
В гидрологии под речным стоком обычно подразумевается объём стока — объём воды (или минеральных веществ, твёрдый сток), прошедшей через определённый створ в единицу времени, чаще всего год. Объединяет поверхностный сток (образующийся в результате осадков и снеготаяния) и подземный сток, формируемый за счет грунтовых вод.

## Сток и расход воды
Поскольку полноводность рек зависит от сезона, более универсальным понятием является расход воды, который измерятся в м³/с. Различают минимальный, средний, максимальный и другие виды расхода воды. Годовой сток рассчитывается умножением среднего расхода воды на очевидный коэффициент K = 0,031536.

## Проблемы измерения стока
Обычно сток измеряют в наиболее полноводном месте — устье. Однако для рек, которые протекают по пустыне и интенсивно используются для орошения ситуация усложняется. Например, Инд в конце горного участка имеет сток около 220 км³/год, что сопоставимо со стоком Волги, а в районе города Котри сток составляет всего 12 км³/год. Более половины воды идёт на орошение, также наблюдается интенсивное испарение и просачивание. В засушливые годы в сухой сезон река не достигает устья.

## Сток крупнейших рек мира
Речной сток за год в месте максимального расхода воды является объективным показателем для определения полноводности реки. Ниже представлены 11 наиболее полноводных рек мира:
| Название                    | Объём стока за год, км³ |
| --------------------------- | ----------------------- |
| Амазонка, Южная Америка     | 6903                    |
| Конго, Африка               | 1445                    |
| Янцзы, Евразия              | 1080                    |
| Ориноко, Южная Америка      | 913                     |
| Енисей, Евразия             | 624                     |
| Брахмапутра, Евразия        | 615                     |
| Миссисипи, Северная Америка | 598                     |
| Парана, Южная Америка       | 551                     |
| Лена, Евразия               | 536                     |
| Токантинс, Южная Америка    | 513                     |
| Замбези, Африка             | 504                     |

Годовой сток полноводнейшей в Европе реки Волги составляет 254 км³